# Първи армейски пехотен попълващ полк
Първи армейски пехотен попълващ полк е български пехотен полк, формиран през 1941 г. и взел участие във Втората световна война (1941 – 1945).

## История
Първи армейски пехотен попълващ полк е формиран на 8 април 1941 г. в Дупница. Два дена по-късно заминава за южната граница на България. През юни същата година се завръща в Дупница и е демобилизиран. На 8 юли 1943 г., съгласно служебно писмо № 04-М-396 от 24 юни 1943 г. полкът е отново формиран в Дупница, под името Първи армейски попълващ пол. На 26 юни 1944 г. е демобилизиран.
На 22 септември 1944 г. е формиран отново и взема участие в първата фаза на войната срещу Третия райх. За командир на полка е назначен полковник Асен Руменов. Бойният път на полка преминава през Остри връх, Равно буче, Ново село, Бела паланка, Нишка баня, след това взема участие в Косовската операция при Доня река, Турски Тачевиц и Копаоник планина – отм. 1442 и отм. 1351.

### Нишка настъпателна операция (8 – 14 октомври 1944 г.)
В началото на октомври 1944 г. полкът пристига в района на съсредоточаване. Към тази дата е в подчинение на 11-а пехотна дивизия. След като е разтоварен на гара Пирот, на 7 ноември се изнася в района на с. Понор и влиза в състава на 6-а пехотна бдинска дивизия.
В периода 8 – 10 октомври в рамките на Нишката настъпателна операция (8 – 14 октомври 1944 г.) по време на артилерийската подготовка 6-а дивизия нанася огневи удари по опорните пунктове на предния край и в дълбочина на немската отбрана. Настъплението започва в 8:30 ч. с главен удар в направление на с. Понор, Бела паланка, а бойният ред на дивизията е в два ешелона, като Първи армейски пехотен попълващ полк без 1-ва дружина представлява целия 2-ри ешелон. Първа дружина от полка, заедно с 35-а гвардейска рота атакуват вр. Остри връх, вр. Сливовачки връх и вр. Равно буче (северно от Сливовачки връх) и още първия ден ги овладяват. Опорните пунктове на вр. Остри връх и северно от него заемат важно място в общата система на отбраната, поради което германските войски още на следващия ден извършва контраатака и възстановява предния край на отбраната си. Силите на 1-ва дружина от полка са изчерпани, поради което тя е сменена от 3-та дружина на полка, която атакува и отново овладява вр. Равно буче.
На 11 октомври 15-и пехотен ломски полк настъпва, без да срещне съпротива и в 12:50 влиза в Бяла паланка, напусната от германската войска. До вечерта 15-и полк с 1-ва дружина от 1-ви армейски попълващ полк излиза на линията селата Шпай, Попов хан и Топоница. До 24 ч. 1-ви армейски попълващ полк заема района на с. Ново село. На 12 октомври полкът настъпва по шосето Бела паланка, Ниш и без да застигне германските войски до вечерта излиза на линията с. Ланище, с. Куновица. На 13 октомври полкът следва шурмовото отделение, като за обхождане на противника от север изпраща изостаналата в с. Ланище 1-ва дружина. Към 14 ч. полкът достига до източния край на с. Нишка баня. Населението на с. Йелашница посреща полка с хляб, сол, цветя и подаръци, и дава сведения за противника в района на Ниш. С приближаването до Ниш германските войски усилват съпротивата си, като с привлечени от дълбочината една-две пехотни роти и две-три батареи предприемат контраатака в направление на с. Коритник, с. Йелашница. Полкът отразява контраатаката и към 20:30 ч. излиза на линията р. Нишава, гара Нишка баня, изключено с. Нишка баня и южно от нея.
На 14 октомври в 8 ч. 6-а дивизия започва настъпление за овладяването на Ниш. Подразделенията на 1-ви армейски попълващ полк настъпват от изток. По-късно подразделения на полка, както и такива от 35-и пехотен врачански полк навлизат в града от севршизточните квартали. Ниш е освободен същия ден от 6-а пехотна дивизия с участието на част от силите на съветския 1-ви гвардейски укрепен район и на 22-ра югославска дивизия.

### Косовска настъпателна операция (21 октомври – 22 ноември 1944 г.)
След края на Косовската операция, на 28 ноември 1944 командването на полка поема полковник Георги Консулов.
Първи армейски попълващ полк е демобилизиран на 10 декември 1944 година.

## Наименования
През годините полкът носи различни имена според претърпените реорганизации:
- Първи армейски пехотен попълващ полк (8 април 1941 – 24 юни 1943)
- Първи армейски попълващ полк (24 юни 1943 – 10 декември 1944)

## Командири
- Полковник Асен Руменов (22 септември 1944 – 28 ноември 1944)
- Полковник Георги Консулов (28 ноември 1944 – 10 декември 1944)

## Помощник-командири
- Тодор Токин